# ده‌نو (ازنا)
ده‌نو روستایی در دهستان ازنا بخش مرکزی شهرستان خرم‌آباد استان لرستان ایران است.

## جمعیت
بر پایه سرشماری عمومی نفوس و مسکن در سال ۱۳۹۵ جمعیت این روستا ۲۰ نفر (۷خانوار) بوده‌است.